# Trails End (film 1949)
Trails End è un film del 1949 diretto da Lambert Hillyer.
È un western statunitense con Johnny Mack Brown, Max Terhune e Kay Morley.

## Produzione
Il film, diretto da Lambert Hillyer su una sceneggiatura di J. Benton Cheney, fu prodotto da Barney A. Sarecky per la Monogram Pictures tramite la Great Western Productions e girato da metà gennaio 1949.

## Distribuzione
Il film fu distribuito negli Stati Uniti dal 3 aprile 1949 al cinema dalla Monogram Pictures.

## Promozione
La tagline è: Johnny's guns upset a murder frame-up... in the land of the mother-lode!.